# Spokoj
Spokoj je stanje duševne smirenosti, staloženosti ili unutarnjeg mira. Označava sposobnost pogotovo u teškim situacijama održati smirenost ili nepristran stav. Spokoj je suprotnost od tjeskobe, uznemirenosti, nervoze i stresa.
Stanje je psihološke stabilnosti i pribranosti. Neometana od trenutnih osjećaja boli ili drugih pojava koje mogu uzrokovati gublitak duhovne ravnoteže. 
Spokoj prema brojnim velikim svjetskim religijama i filozofijama ljudska vrlina .